# Střelec (šachy)
|   | a | b | c | d | e | f | g | h |   |
| 8 | c8 černý střelec · f8 černý střelec · h6 černý křížek · g5 černý křížek · f4 černý křížek · a3 černý křížek · e3 černý křížek · b2 černý křížek · d2 černý křížek · c1 bílý střelec · f1 bílý střelec | c8 černý střelec · f8 černý střelec · h6 černý křížek · g5 černý křížek · f4 černý křížek · a3 černý křížek · e3 černý křížek · b2 černý křížek · d2 černý křížek · c1 bílý střelec · f1 bílý střelec | c8 černý střelec · f8 černý střelec · h6 černý křížek · g5 černý křížek · f4 černý křížek · a3 černý křížek · e3 černý křížek · b2 černý křížek · d2 černý křížek · c1 bílý střelec · f1 bílý střelec | c8 černý střelec · f8 černý střelec · h6 černý křížek · g5 černý křížek · f4 černý křížek · a3 černý křížek · e3 černý křížek · b2 černý křížek · d2 černý křížek · c1 bílý střelec · f1 bílý střelec | c8 černý střelec · f8 černý střelec · h6 černý křížek · g5 černý křížek · f4 černý křížek · a3 černý křížek · e3 černý křížek · b2 černý křížek · d2 černý křížek · c1 bílý střelec · f1 bílý střelec | c8 černý střelec · f8 černý střelec · h6 černý křížek · g5 černý křížek · f4 černý křížek · a3 černý křížek · e3 černý křížek · b2 černý křížek · d2 černý křížek · c1 bílý střelec · f1 bílý střelec | c8 černý střelec · f8 černý střelec · h6 černý křížek · g5 černý křížek · f4 černý křížek · a3 černý křížek · e3 černý křížek · b2 černý křížek · d2 černý křížek · c1 bílý střelec · f1 bílý střelec | c8 černý střelec · f8 černý střelec · h6 černý křížek · g5 černý křížek · f4 černý křížek · a3 černý křížek · e3 černý křížek · b2 černý křížek · d2 černý křížek · c1 bílý střelec · f1 bílý střelec | 8 |
| 7 | c8 černý střelec · f8 černý střelec · h6 černý křížek · g5 černý křížek · f4 černý křížek · a3 černý křížek · e3 černý křížek · b2 černý křížek · d2 černý křížek · c1 bílý střelec · f1 bílý střelec | c8 černý střelec · f8 černý střelec · h6 černý křížek · g5 černý křížek · f4 černý křížek · a3 černý křížek · e3 černý křížek · b2 černý křížek · d2 černý křížek · c1 bílý střelec · f1 bílý střelec | c8 černý střelec · f8 černý střelec · h6 černý křížek · g5 černý křížek · f4 černý křížek · a3 černý křížek · e3 černý křížek · b2 černý křížek · d2 černý křížek · c1 bílý střelec · f1 bílý střelec | c8 černý střelec · f8 černý střelec · h6 černý křížek · g5 černý křížek · f4 černý křížek · a3 černý křížek · e3 černý křížek · b2 černý křížek · d2 černý křížek · c1 bílý střelec · f1 bílý střelec | c8 černý střelec · f8 černý střelec · h6 černý křížek · g5 černý křížek · f4 černý křížek · a3 černý křížek · e3 černý křížek · b2 černý křížek · d2 černý křížek · c1 bílý střelec · f1 bílý střelec | c8 černý střelec · f8 černý střelec · h6 černý křížek · g5 černý křížek · f4 černý křížek · a3 černý křížek · e3 černý křížek · b2 černý křížek · d2 černý křížek · c1 bílý střelec · f1 bílý střelec | c8 černý střelec · f8 černý střelec · h6 černý křížek · g5 černý křížek · f4 černý křížek · a3 černý křížek · e3 černý křížek · b2 černý křížek · d2 černý křížek · c1 bílý střelec · f1 bílý střelec | c8 černý střelec · f8 černý střelec · h6 černý křížek · g5 černý křížek · f4 černý křížek · a3 černý křížek · e3 černý křížek · b2 černý křížek · d2 černý křížek · c1 bílý střelec · f1 bílý střelec | 7 |
| 6 | c8 černý střelec · f8 černý střelec · h6 černý křížek · g5 černý křížek · f4 černý křížek · a3 černý křížek · e3 černý křížek · b2 černý křížek · d2 černý křížek · c1 bílý střelec · f1 bílý střelec | c8 černý střelec · f8 černý střelec · h6 černý křížek · g5 černý křížek · f4 černý křížek · a3 černý křížek · e3 černý křížek · b2 černý křížek · d2 černý křížek · c1 bílý střelec · f1 bílý střelec | c8 černý střelec · f8 černý střelec · h6 černý křížek · g5 černý křížek · f4 černý křížek · a3 černý křížek · e3 černý křížek · b2 černý křížek · d2 černý křížek · c1 bílý střelec · f1 bílý střelec | c8 černý střelec · f8 černý střelec · h6 černý křížek · g5 černý křížek · f4 černý křížek · a3 černý křížek · e3 černý křížek · b2 černý křížek · d2 černý křížek · c1 bílý střelec · f1 bílý střelec | c8 černý střelec · f8 černý střelec · h6 černý křížek · g5 černý křížek · f4 černý křížek · a3 černý křížek · e3 černý křížek · b2 černý křížek · d2 černý křížek · c1 bílý střelec · f1 bílý střelec | c8 černý střelec · f8 černý střelec · h6 černý křížek · g5 černý křížek · f4 černý křížek · a3 černý křížek · e3 černý křížek · b2 černý křížek · d2 černý křížek · c1 bílý střelec · f1 bílý střelec | c8 černý střelec · f8 černý střelec · h6 černý křížek · g5 černý křížek · f4 černý křížek · a3 černý křížek · e3 černý křížek · b2 černý křížek · d2 černý křížek · c1 bílý střelec · f1 bílý střelec | c8 černý střelec · f8 černý střelec · h6 černý křížek · g5 černý křížek · f4 černý křížek · a3 černý křížek · e3 černý křížek · b2 černý křížek · d2 černý křížek · c1 bílý střelec · f1 bílý střelec | 6 |
| 5 | c8 černý střelec · f8 černý střelec · h6 černý křížek · g5 černý křížek · f4 černý křížek · a3 černý křížek · e3 černý křížek · b2 černý křížek · d2 černý křížek · c1 bílý střelec · f1 bílý střelec | c8 černý střelec · f8 černý střelec · h6 černý křížek · g5 černý křížek · f4 černý křížek · a3 černý křížek · e3 černý křížek · b2 černý křížek · d2 černý křížek · c1 bílý střelec · f1 bílý střelec | c8 černý střelec · f8 černý střelec · h6 černý křížek · g5 černý křížek · f4 černý křížek · a3 černý křížek · e3 černý křížek · b2 černý křížek · d2 černý křížek · c1 bílý střelec · f1 bílý střelec | c8 černý střelec · f8 černý střelec · h6 černý křížek · g5 černý křížek · f4 černý křížek · a3 černý křížek · e3 černý křížek · b2 černý křížek · d2 černý křížek · c1 bílý střelec · f1 bílý střelec | c8 černý střelec · f8 černý střelec · h6 černý křížek · g5 černý křížek · f4 černý křížek · a3 černý křížek · e3 černý křížek · b2 černý křížek · d2 černý křížek · c1 bílý střelec · f1 bílý střelec | c8 černý střelec · f8 černý střelec · h6 černý křížek · g5 černý křížek · f4 černý křížek · a3 černý křížek · e3 černý křížek · b2 černý křížek · d2 černý křížek · c1 bílý střelec · f1 bílý střelec | c8 černý střelec · f8 černý střelec · h6 černý křížek · g5 černý křížek · f4 černý křížek · a3 černý křížek · e3 černý křížek · b2 černý křížek · d2 černý křížek · c1 bílý střelec · f1 bílý střelec | c8 černý střelec · f8 černý střelec · h6 černý křížek · g5 černý křížek · f4 černý křížek · a3 černý křížek · e3 černý křížek · b2 černý křížek · d2 černý křížek · c1 bílý střelec · f1 bílý střelec | 5 |
| 4 | c8 černý střelec · f8 černý střelec · h6 černý křížek · g5 černý křížek · f4 černý křížek · a3 černý křížek · e3 černý křížek · b2 černý křížek · d2 černý křížek · c1 bílý střelec · f1 bílý střelec | c8 černý střelec · f8 černý střelec · h6 černý křížek · g5 černý křížek · f4 černý křížek · a3 černý křížek · e3 černý křížek · b2 černý křížek · d2 černý křížek · c1 bílý střelec · f1 bílý střelec | c8 černý střelec · f8 černý střelec · h6 černý křížek · g5 černý křížek · f4 černý křížek · a3 černý křížek · e3 černý křížek · b2 černý křížek · d2 černý křížek · c1 bílý střelec · f1 bílý střelec | c8 černý střelec · f8 černý střelec · h6 černý křížek · g5 černý křížek · f4 černý křížek · a3 černý křížek · e3 černý křížek · b2 černý křížek · d2 černý křížek · c1 bílý střelec · f1 bílý střelec | c8 černý střelec · f8 černý střelec · h6 černý křížek · g5 černý křížek · f4 černý křížek · a3 černý křížek · e3 černý křížek · b2 černý křížek · d2 černý křížek · c1 bílý střelec · f1 bílý střelec | c8 černý střelec · f8 černý střelec · h6 černý křížek · g5 černý křížek · f4 černý křížek · a3 černý křížek · e3 černý křížek · b2 černý křížek · d2 černý křížek · c1 bílý střelec · f1 bílý střelec | c8 černý střelec · f8 černý střelec · h6 černý křížek · g5 černý křížek · f4 černý křížek · a3 černý křížek · e3 černý křížek · b2 černý křížek · d2 černý křížek · c1 bílý střelec · f1 bílý střelec | c8 černý střelec · f8 černý střelec · h6 černý křížek · g5 černý křížek · f4 černý křížek · a3 černý křížek · e3 černý křížek · b2 černý křížek · d2 černý křížek · c1 bílý střelec · f1 bílý střelec | 4 |
| 3 | c8 černý střelec · f8 černý střelec · h6 černý křížek · g5 černý křížek · f4 černý křížek · a3 černý křížek · e3 černý křížek · b2 černý křížek · d2 černý křížek · c1 bílý střelec · f1 bílý střelec | c8 černý střelec · f8 černý střelec · h6 černý křížek · g5 černý křížek · f4 černý křížek · a3 černý křížek · e3 černý křížek · b2 černý křížek · d2 černý křížek · c1 bílý střelec · f1 bílý střelec | c8 černý střelec · f8 černý střelec · h6 černý křížek · g5 černý křížek · f4 černý křížek · a3 černý křížek · e3 černý křížek · b2 černý křížek · d2 černý křížek · c1 bílý střelec · f1 bílý střelec | c8 černý střelec · f8 černý střelec · h6 černý křížek · g5 černý křížek · f4 černý křížek · a3 černý křížek · e3 černý křížek · b2 černý křížek · d2 černý křížek · c1 bílý střelec · f1 bílý střelec | c8 černý střelec · f8 černý střelec · h6 černý křížek · g5 černý křížek · f4 černý křížek · a3 černý křížek · e3 černý křížek · b2 černý křížek · d2 černý křížek · c1 bílý střelec · f1 bílý střelec | c8 černý střelec · f8 černý střelec · h6 černý křížek · g5 černý křížek · f4 černý křížek · a3 černý křížek · e3 černý křížek · b2 černý křížek · d2 černý křížek · c1 bílý střelec · f1 bílý střelec | c8 černý střelec · f8 černý střelec · h6 černý křížek · g5 černý křížek · f4 černý křížek · a3 černý křížek · e3 černý křížek · b2 černý křížek · d2 černý křížek · c1 bílý střelec · f1 bílý střelec | c8 černý střelec · f8 černý střelec · h6 černý křížek · g5 černý křížek · f4 černý křížek · a3 černý křížek · e3 černý křížek · b2 černý křížek · d2 černý křížek · c1 bílý střelec · f1 bílý střelec | 3 |
| 2 | c8 černý střelec · f8 černý střelec · h6 černý křížek · g5 černý křížek · f4 černý křížek · a3 černý křížek · e3 černý křížek · b2 černý křížek · d2 černý křížek · c1 bílý střelec · f1 bílý střelec | c8 černý střelec · f8 černý střelec · h6 černý křížek · g5 černý křížek · f4 černý křížek · a3 černý křížek · e3 černý křížek · b2 černý křížek · d2 černý křížek · c1 bílý střelec · f1 bílý střelec | c8 černý střelec · f8 černý střelec · h6 černý křížek · g5 černý křížek · f4 černý křížek · a3 černý křížek · e3 černý křížek · b2 černý křížek · d2 černý křížek · c1 bílý střelec · f1 bílý střelec | c8 černý střelec · f8 černý střelec · h6 černý křížek · g5 černý křížek · f4 černý křížek · a3 černý křížek · e3 černý křížek · b2 černý křížek · d2 černý křížek · c1 bílý střelec · f1 bílý střelec | c8 černý střelec · f8 černý střelec · h6 černý křížek · g5 černý křížek · f4 černý křížek · a3 černý křížek · e3 černý křížek · b2 černý křížek · d2 černý křížek · c1 bílý střelec · f1 bílý střelec | c8 černý střelec · f8 černý střelec · h6 černý křížek · g5 černý křížek · f4 černý křížek · a3 černý křížek · e3 černý křížek · b2 černý křížek · d2 černý křížek · c1 bílý střelec · f1 bílý střelec | c8 černý střelec · f8 černý střelec · h6 černý křížek · g5 černý křížek · f4 černý křížek · a3 černý křížek · e3 černý křížek · b2 černý křížek · d2 černý křížek · c1 bílý střelec · f1 bílý střelec | c8 černý střelec · f8 černý střelec · h6 černý křížek · g5 černý křížek · f4 černý křížek · a3 černý křížek · e3 černý křížek · b2 černý křížek · d2 černý křížek · c1 bílý střelec · f1 bílý střelec | 2 |
| 1 | c8 černý střelec · f8 černý střelec · h6 černý křížek · g5 černý křížek · f4 černý křížek · a3 černý křížek · e3 černý křížek · b2 černý křížek · d2 černý křížek · c1 bílý střelec · f1 bílý střelec | c8 černý střelec · f8 černý střelec · h6 černý křížek · g5 černý křížek · f4 černý křížek · a3 černý křížek · e3 černý křížek · b2 černý křížek · d2 černý křížek · c1 bílý střelec · f1 bílý střelec | c8 černý střelec · f8 černý střelec · h6 černý křížek · g5 černý křížek · f4 černý křížek · a3 černý křížek · e3 černý křížek · b2 černý křížek · d2 černý křížek · c1 bílý střelec · f1 bílý střelec | c8 černý střelec · f8 černý střelec · h6 černý křížek · g5 černý křížek · f4 černý křížek · a3 černý křížek · e3 černý křížek · b2 černý křížek · d2 černý křížek · c1 bílý střelec · f1 bílý střelec | c8 černý střelec · f8 černý střelec · h6 černý křížek · g5 černý křížek · f4 černý křížek · a3 černý křížek · e3 černý křížek · b2 černý křížek · d2 černý křížek · c1 bílý střelec · f1 bílý střelec | c8 černý střelec · f8 černý střelec · h6 černý křížek · g5 černý křížek · f4 černý křížek · a3 černý křížek · e3 černý křížek · b2 černý křížek · d2 černý křížek · c1 bílý střelec · f1 bílý střelec | c8 černý střelec · f8 černý střelec · h6 černý křížek · g5 černý křížek · f4 černý křížek · a3 černý křížek · e3 černý křížek · b2 černý křížek · d2 černý křížek · c1 bílý střelec · f1 bílý střelec | c8 černý střelec · f8 černý střelec · h6 černý křížek · g5 černý křížek · f4 černý křížek · a3 černý křížek · e3 černý křížek · b2 černý křížek · d2 černý křížek · c1 bílý střelec · f1 bílý střelec | 1 |
|   | a | b | c | d | e | f | g | h |   |

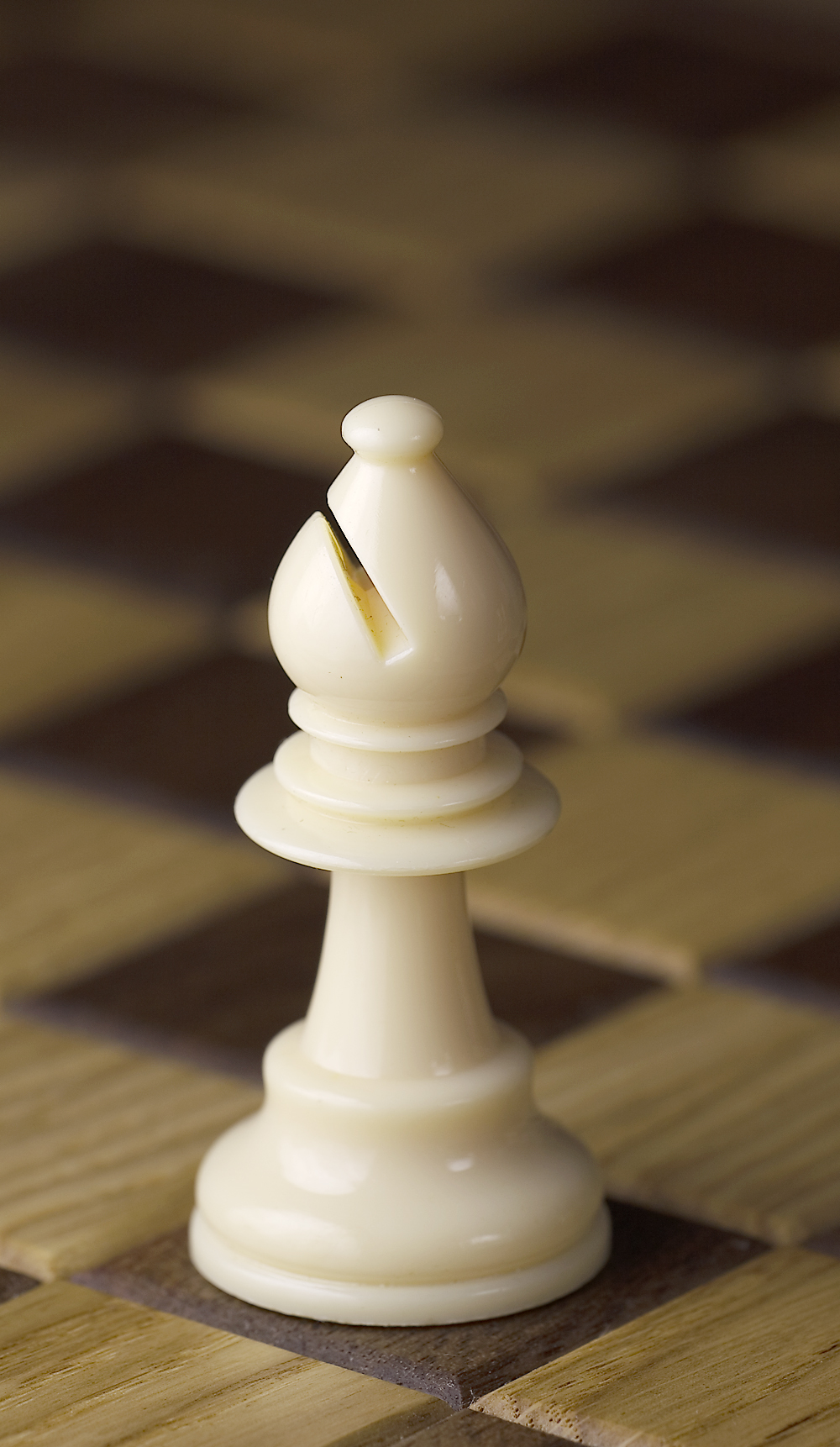
Střelec

Střelec je jeden ze šachových kamenů, společně s koněm patří mezi lehké figury. Střelec se smí po šachovnici pohybovat diagonálně o libovolné množství volných šachovnicových polí. Vzhledem k povaze svého pohybu se střelec může pohybovat pouze po polích jedné barvy. Každý hráč má 2 střelce. Střelec se může pohybovat libovolně daleko, ale pouze v úhlopříčném směru. Každý střelec začíná na poli jedné barvy (světlé či tmavé) a po celou dobu na ní zůstává. Střelci dobře spolupracují, protože si navzájem kryjí své slabiny.
Zastarale bývá označován též jako běžec, což je patrně překlad z německého der Läufer. Anglicky se nazývá bishop (biskup), proto je graficky symbolizován biskupskou čapkou s křížkem (mitrou).

## Charakteristika
Na počátku partie má každá strana dva střelce, umístěné na první řadě ve 3. a 6. sloupci (na polích c1 a f1 u hráče s bílými kameny a c8 f8 u hráče s černými kameny).
Střelec se do hry nejčastěji zapojuje jako druhá figura (po jezdci).
Tzv. nestejní střelci (situace, kdy jeden hráč má bělopolného střelce a druhý černopolného) zásadně zvyšují šanci na remízu, neboť v koncovce se pak za této konfigurace při absenci dalších figur jen těžko prosazuje postup pěšcových formací.

## Hodnota a síla
Střelec ovládá 7 (stojí-li v rohu) až 13 polí.
Má hodnotu přibližně 3 pěšců a je považován za přibližně stejně cennou figuru jako jezdec, o něco slabší než věž (tento rozdíl se nazývá kvalita) a asi 1/3 dámy.

### Srovnání koně a střelce
Důležité je především srovnání hodnoty jezdce a střelce: jednotlivý střelec je oproti jezdci znevýhodněn tím, že dokáže ovládat jen jednu barvu. Na druhé straně však ovládá víc polí, proto je dvojice střelců obvykle silnější než dvojice koní.
Oproti koni je střelec rovněž silnější v otevřených pozicích, zatímco v pozicích uzavřených je slabší.

### Matování
Matování dvěma střelci je relativně snadné i pro začátečníky, mat pouze jedním střelcem a králem bez podpory jiných kamenů není možný. Mat střelcem a jezdcem lze vynutit, pro začátečníka bez znalosti teorie je to však velmi obtížné. V tomto případě je nutné s pomocí jezdce, střelce a krále zahnat krále do rohu barvy střelce, kde střelec matuje.

## Střelec napříč jazyky
Vynálezci šachů Peršané říkali figuře nacházející se na pozici střelce فیل (fil), což v překladu znamená slon. Mnoho jazyků zejména v islámském světě proto také nazývá střelce slonem: arabština, arménština, ázerbájdžánština, indonéština, malajština, tádžičtina, či turečtina. Označení slon se však dostalo i do jazyků za hranicemi islámu: do čínštiny, ruštiny, tatarštiny, nebo ukrajinštiny.
Na Pyrenejském poloostrově, kde měla v minulosti vliv arabská kultura, došlo k fonetickému převzetí arabského slova pro střelce alfil (včetně neurčitého členu al). V baskičtině, katalánštině, či španělštině se tak střelci říká úplně stejně – alfil. Italské pojmenování alfiere nebo sicilské alferu má rovněž původ v arabském alfil.
Figura slona byla symbolizována dvěma kly směřujícími vzhůru a při rozšiřování šachů napříč Evropou došlo k její reinterpretaci. Francouzům pravděpodobně připomínala čepici šaška a tak ji začali nazývat fou, což znamená šašek a zároveň zní podobně jako alfil. Na britských ostrovech zas lidem připomínala biskupskou čapku a v jazycích jako angličtina, islandština, irština, skotština, velština se proto střelci říká biskup.
Francouzské slovo fou znamená také blázen a tento význam se přenesl do jiného románského jazyka –rumunštiny, ve které říkají střelci nebun čili blázen.
Varianta hry v šach pocházející ze středověku – tzv. kurýrní šachy – zavedla novou figuru kurýra, který se po šachovnici pohyboval stejně jako střelec v moderním šachu. Díky tomu se v polštině nebo finštině dodnes říká střelci kurýr. Od kurýra je také odvozeno pojmenování běžec, které se rozšířilo v germánských jazycích (dánština, lucemburština, němčina, nizozemština, norština, švédština). Běžec je i zastaralé označení pro figuru střelce v češtině. V lotyštině se nechali inspirovat německých slovem běžec – Läufer, které připomíná lotyšské laisties (létat), a střelci proto říkájí laidnis.
Ve většině jihoslovanských jazyků (slovinština, srbština, chorvatština, makedonština) je střelec znám jako lovec. Ještě dále na jih (albánština, bulharština, řečtina) či na naopak na sever (běloruština, litevština) povýšil na důstojníka. V estonštině se pro figuru střelce ujalo slovo pro loveckou zbraň – oštěp.
V mongolštině a některých indických jazycích je střelec označován jako velbloud. Gruzínština má unikátní pojmenování, střelci říká želva.
Na dálný východ se šachy rozšířily později spolu s dalšími projevy západní kultury, a tak korejština, japonština nebo thajština nazývá střelce foneticky podobně jako angličtina – [ˈbɪʃəp].

## Reprezentace v počítači
Ve znakové sadě Unicode je znak U+2657 pro bílého střelce (♗) a znak U+265D pro černého střelce (♝). Viz též článek Šachové symboly v Unicode.